# Operació Telemark
Operació Telemark (títol original en noruec Kampen om tungtvannet; lit. ‘La guerra de l'aigua pesant’) és una sèrie de televisió noruega de només 6 episodis produïda per la cadena pública noruega Norsk Rikskringkasting i en col·laboració amb la també noruega Filkameratene, la danesa Sebasto Film i la britànica Headline Pictures, i distribuïda per SF. La sèrie explica la història sobre el projecte d'armes nuclears alemany i el seguit d'accions de sabotatge per impedir que aconseguís la fabricació d'aigua pesant a Noruega durant la Segona Guerra Mundial, posant èmfasi en el paper del científic noruec Leif Tronstad. S'ha doblat al valencià per a À Punt.
Els dos primers episodis van ser emesos inicialment a Noruega el 4 de gener de 2015, tenint una audiència d'1.259.000 d'espectadors, significant un rècord per a l'estrena d'una sèrie dramàtica a Noruega. Al Regne Unit, la minisèrie, retitulada "The Saboteurs", va ser emesa pel canal digital More4 el 19 de juny de 2015, amb una bona acollida. Els drets de visualització per als Estats Units d'Amèrica han estat comprats per MHz Networks i per a França per Entertainment One. La sèrie va comercialitzar-se en DVD i Blu-Ray el 10 d'agost de 2015.

## Producció
La sèrie va filmar-se a Noruega i la República Txeca. Els costos de producció van pujar prop de 75 milions de corones noruegues, o aproximadament 8,7 milions d'euros.
Un dels detalls que cal destacar és l'ús que en fa del multilingüisme. Així cada personatge parla en l'idioma que li pertoca segons la situació (els alemanys, els noruecs, els anglesos, tots parlen en el seu propi idioma), mostrant la sensibilitat nòrdica cap aquesta realitat que fa que es mostri a més a més el multilingüisme dels mateixos noruecs en expressar-se en un anglès o un alemany impecable sigui als aliats o als invasors, segons sigui el cas, amb subtítols en noruec.

## Repartiment
Encara que la sèrie està basada en fets i persones reals, a part d'Axel Aubert, la resta dels col·laboradors alemanys no són esmentats pel seu nom.
- Espen Klouman Høiner com  a Leif Tronstad, científic noruec.
- Christoph Bach com a Werner Heisenberg, físic alemany.
- Anna Friel com a Julie Smith (personatge fictici)
- Pip Torrens com a John Skinner Wilson, militar al capdavant de la branca escandinava de l'Executiu d'Operacions Especials.
- Søren Pilmark com a Niels Bohr, físic danès.
- Stein Winge com a Axel Aubert, director general de Norsk Hydro.
- Dennis Storhøi com a Erik Henriksen, director de la planta (personatge fictici)
- Maibritt Saerens com a Ellen Henriksen, dona d'Erik Henriksen (personatge fictici)
- Espen Reboli Bjerke com a Jomar Brun, enginyer químic noruec.
- David Zimmerschied com a Carl Friedrich von Weizsäcker, físic i filòsof alemany.
- Andreas Döhler com a Kurt Diebner, físic nuclear alemany.

### Operació "Grouse"
- Torstein Bjørklund com a Arne Kjelstrup, membre de la resistència noruega.
- Benjamin Helstad com a Jens-Anton Poulsson, militar noruec.
- Rolf Kristian Larsen com a Einar Skinnarland, enginyer noruec i membre de la resistència.
- Christian Rubeck com a Claus Helberg, membre de la resistència noruega.
- Audun Sandem com a Knut Haugland, membre de la resistència noruega i explorador.

### Operació "Gunnerside"
- Endre Ellefsen com a Hans Storhaug, membre de la resistència noruega.
- Ole Christoffer Ertvaag com a Birger Strømsheim, membre de la resistència noruega.
- Eirik Evjen com a Kasper Idland, membre de la resistència noruega.
- Frank Kjosås com a Knut Haukelid, membre de la resistència noruega.
- Mads Sjøgård Pettersen com a Fredrik Kayser, membre de la resistència noruega.
- Tobias Santelmann com a Joachim Rønneberg, membre de la resistència noruega.